# HD115708
HD115708 — хімічно пекулярна зоря спектрального класу A3, що має видиму зоряну величину в смузі V приблизно  7,8.
Вона  розташована на відстані близько 433,1 світлових років від Сонця.

## Пекулярний хімічний склад
Зоряна атмосфера HD115708 має підвищений вміст 
Eu
.

## Магнітне поле
Спектр даної зорі вказує на наявність магнітного поля у її зоряній атмосфері.
Напруженість повздовжної компоненти поля оціненої з аналізу
становить 1001,0± 440,3 Гаус.